# Język libido
Języki libido, także: mareko (a. mareqo), marako (a. maraqo) – język ze wschodniej gałęzi rodziny języków kuszyckiej, używany przez około 68 tys. osób w Etiopii. Blisko spokrewniony z językiem hadija.
Typowy szyk zdania to SOV.